# Wojna rosyjsko-perska (1826–1828)
Wojna rosyjsko-perska – ostatnia z cyklu wojen rosyjsko-perskich, stoczona w latach 1826–1828 (poprzednie cztery wojny miały miejsce w latach: 1651–1653, 1722–1723, 1796 i 1806–1813). 
Po podpisaniu układu pokojowego w Gulistanie, kończącego wojnę rosyjsko–perską z lat 1804–1813, szach perski Fath Ali Szah zwrócił się przeciwko Brytyjczykom, którzy wykorzystując konflikt, zajęli niektóre rejony Persji.
Po objęciu tronu przez Mikołaja I w roku 1825, do Persji wysłany został Aleksander Mienszykow, którego zadaniem było zaproponowanie władcy perskiemu sojuszu skierowanego przeciwko Turcji. Plan ten spalił jednakże na panewce, a wśród przyczyn wymienia się m.in. szorstkie obycie Mienszykowa, jak również aroganckie zachowanie Fatha Ali Szaha. Wiosną 1826 r. na wysłannika rosyjskiego nałożono areszt domowy. 
19 lipca?/31 lipca 1826 armia perska, licząca 30 tys. ludzi, dowodzona przez Abbasa Mirzę, bez wypowiedzenia wojny przekroczyła granicę rosyjską, wkraczając na tereny chanatów Tałysz oraz Karabach. 
Krótko po wkroczeniu armii perskiej, na stronę Ali Szaha przeszła ludność zamieszkująca chanaty Baku, Quba i Tałysz. Na wieść o tym rosyjski gubernator Kaukazu Aleksiej Jermołow nakazał ewakuację ludności z Jelizawietpola (obecnie Gandża). Następnie na czele nielicznego wojska wycofał się do Şuşy, gdzie oblegany przez siły perskie przebywał do 5 września, do chwili nadciągnięcia posiłków generała Waleriana Madatowa. Tego samego dnia Madatow zajął Jelizawietpol.
W tej sytuacji Abbas Mirza przerwał oblężenie Şuşy i skierował się ku siłom Madatowa. W międzyczasie oddziały Madatowa wzmocnione zostały posiłkami dowodzonymi przez Iwana Paskiewicza. Łącznie stan sił rosyjskich w Jelizawietpolu wynosił 8 tys. ludzi. Po nadejściu Persów, w pobliżu miasta Rosjanie uderzyli na przeciwnika rozbijając go i wypierając jego niedobitki poza rzekę Araks. 
W maju 1827 roku Paskiewicz pomaszerował do Erywania, zajmując po drodze Eczmiadzyn, Nachiczewan oraz Abbasabad. Następnie walki przeniosły się do Armenii. Stolica chanatu erywańskiego została zajęta przez Rosjan po trwającym 6 dni oblężeniu w dniu 1 października. Dwa tygodnie później generał Eristow wtargnął do Tebrizu, zmuszając Ali Szaha do odwrotu. 
W styczniu 1828 roku Rosjanie doszli aż do Jeziora Urmia, co skłoniło ostatecznie Abbasa Mirzę do podpisania traktatu pokojowego. Układ zawarto dnia 22 lutego 1828 roku w miejscowości Turkmanczaj. W jego wyniku Persowie utracili wpływy w chanatach erywańskim oraz nachiczewańskim, które przeszły pod kontrolę rosyjską. Dodatkowo Fath Ali Szah musiał zapłacić zwycięzcom 20 milionów srebrnych rubli. Rosjanie odzyskali również panowanie na Morzu Kaspijskim.